# 不良債権
不良債権（ふりょうさいけん、英: Bad debt, non-performing loans）とは、回収困難な債権を言う。狭義では、銀行など金融機関において、貸付（融資）先企業の経営悪化や倒産などの理由から、回収困難になる可能性が高い貸付金（金融機関から見た債権）を指す。 

## 企業会計における不良債権
企業が保有する債権は、決算期毎に回収可能性を査定し、回収が困難な部分については貸倒引当金を設定して費用としたり（一般に間接処理と呼ぶ）、回収が不可能な部分については貸倒損失として減損処理をしたり（一般に直接処理と呼ぶ）する必要がある。これらの損失処理をした結果、利益が減少又は損失が拡大し、結果として自己資本が減少することにつながり得る。この処理方法は会社法（計算規則）や企業会計原則等において規定されている。学問でも異論が少ない処理であり、国際会計基準にも合致する。また、法人税法や所得税法においても、この処理が容認されている。
一般に、不景気になると、貸出先の経営状態が悪くなり不良債権が増加するので、引当金は増え利益を圧迫する要因となる。好景気になると、貸出先の経営状態が良くなり不良債権が減少するので、引当金を取り崩し利益とすることができる。
不良債権の存在は、銀行やノンバンク等の貸金業のバランスシートを大きく毀損する要因になりえる。たとえば、80円の借入金（銀行では預金）と20円の自己資金を元手に、90円を貸し出し10円を現金として置いておくとする。もし、貸出の1割（9円）が返済されなくなった場合、自己資金が11円になることになる。この場合、貸出額のたった1割であっても、自己資金に大きな影響を与えてしまっており、貸金業において経営上の大きな課題となりえる事が分かる。

## 金融機関における不良債権
金融機関でも企業会計原則に従って処理するのは変わらないが、不良債権を厳密に査定し、以下の分類に分けるのが特徴である。
特に銀行は、BIS（Bank for International Settlements：国際決済銀行）によるBIS規制で、国際金融に携わる銀行は自己資本比率（総資産に対する）の最低限が8%と定められている。

### 日本
BISは業務を国内に限る金融機関について特に定めていないが、日本では国内法で4%の自己資本比率を維持することが求められている。これらの数値はあくまでも最低限であり、突発的なリスクへの対応から、この比率を上回る水準での経営が求められる。
銀行は金融庁の金融検査の対象とされているが、不良債権の査定が大きな関心事となっている。
特に金融検査において、特定業種の不良債権査定に注力され厳格化された場合、銀行の特定業種に対する貸し付けが保守的になる傾向があるといわれる。たとえば、2008年3月以降の金融検査において、不動産業（サブプライム関連）と建設業（公共工事削減による業界不況）の不良債権の査定が厳格化されたという噂が流れた。また、金融検査の厳格化を理由に融資を断られた業者が多数おり、その苦情が金融庁に殺到した（金融庁長官がわざわざ事実無根であると説明したが、それ自体が異例のことである）。
また銀行によっては、自己資本比率自体を守るため、貸出総額を抑えることもある。それを一般的に貸し渋り（貸し止め）や貸し剥がしと呼ぶ。

#### 自己査定における債務者区分
金融庁が定めた「金融検査マニュアル」における区分は以下の通り。
| 貸出先      | 説明 | 説明 | 区分     |
| ----------- | --- | --- | -------- |
| 破綻先      | 法的・形式的な経営破綻（破産、会社更生法適用など）に陥っている貸付先 | 法的・形式的な経営破綻（破産、会社更生法適用など）に陥っている貸付先 | 不良債権 |
| 実質 破綻先 | 法的・形式的な経営破綻には陥っていないが、深刻な経営難の状態にあり、再建の見通しがないなど、実質的に経営破綻に陥っている貸付先                                             | 法的・形式的な経営破綻には陥っていないが、深刻な経営難の状態にあり、再建の見通しがないなど、実質的に経営破綻に陥っている貸付先                                             | 不良債権 |
| 破綻 懸念先 | 経営破綻の状況にはないが、経営難の状態にあり、再建計画の進捗状況が芳しくなく、今後、経営破綻に陥る可能性が大きい貸付先                                                     | 経営破綻の状況にはないが、経営難の状態にあり、再建計画の進捗状況が芳しくなく、今後、経営破綻に陥る可能性が大きい貸付先                                                     | 不良債権 |
| 要注意先    | 貸出条件に問題がある、債務の履行状況に問題がある、業況が低調ないし不安定な債務者、財務内容に問題があるなど、今後の管理に注意が必要な貸付先（いわゆる金融支援を受けている） | 貸出条件に問題がある、債務の履行状況に問題がある、業況が低調ないし不安定な債務者、財務内容に問題があるなど、今後の管理に注意が必要な貸付先（いわゆる金融支援を受けている） | 不良債権 |
| 要注意先    | 要管理先 | 要注意先のうち、債務の履行を3か月以上延滞、または貸出条件の緩和を受けた貸付先                                                                                              | 不良債権 |
| 要注意先    | 要管理先以外 | 要注意先の貸付先のうち、要管理先以外の貸付先 | 正常債権 |
| 正常先      | 業績が良好で、財務内容にも問題がない優良な貸付先 | 業績が良好で、財務内容にも問題がない優良な貸付先 | 正常債権 |

#### 1990年代の銀行の不良債権問題
|                        | 平成14年 | 平成20年 | 平成25年 | 令和2年 |
| ---------------------- | -------- | -------- | -------- | ------- |
| 主要行                 | 8.4%     | 1.4%     | 1.7%     | 0.6%    |
| 地方銀行               | 7.7%     | 3.7%     | 2.9%     | 1.7%    |
| 第二地方銀行           | 9.0%     | 4.4%     | 3.8%     | 1.9%    |
| 信用金庫               | 10.1%    | 6.4%     | 6.4%     | 3.5%    |
| 信用組合               | 12.7%    | 10.3%    | 8.4%     | 3.2%    |
| 預金取扱金融機関の総計 | 10.6%    | 3.0%     | 2.9%     | 1.4%    |

通常であれば、銀行は融資の際に不動産などの担保を取るため、貸し倒れが起こっても担保を回収することで損失は出さずに済む。
しかし日本では、バブル景気時代に高騰した不動産を担保にとり甘い融資が行われた。通常は土地評価額の70%を目安に融資額を設定するが、今後の地価の高騰を見越して120%を融資した例や、融資を優先するあまり、抵当権の順位が下位でも担保を設定して貸し付けるなどの行為も行われた。
バブル崩壊後には融資先が事業に失敗して融資の回収ができず、さらに、担保の不動産は暴落して融資額を下回り、下位の抵当権で担保を設定した金融機関は、融資回収も担保も取れない、という状況が相次いた。こうして回収が不可能になった債権によって日本の銀行各行は深刻な経営危機に陥った。
債権を審査する基準を甘くして、本来不良債権とするべき物件を正常債権と区分したり、所定の返済に必要な資金を追い貸しして不良債権ではなく正常債権とみなす操作を行うなど、不良債権総額を低く見せて経営状態を取り繕ろう行為も横行した。
バブル崩壊後の不景気、信用収縮（クレジット・クランチ）の中で、これらの行為や疑いが広く報道され、金融不安を助長した。政府は当初、護送船団方式を取り、金融機関は潰さないと表明していた。
しかし1995年頃より、これらの問題を解決するため「市場から退場すべき企業は退場させる」姿勢に転じ、債権の審査を厳しくして不良債権の隠蔽を認めず、また、不良債権に対する貸倒引当金の積み増しを要求した。そして、不良債権が過大となって実質債務超過に陥った金融機関を処理した。まず、兵庫銀行が銀行として戦後初めて倒産し、更には北海道拓殖銀行のような都市銀行や、日本長期信用銀行・日本債券信用銀行のような長期信用銀行まで破綻する事態となった。破綻を逃れた他の大手銀行も、国から大規模な公的資金注入を受けてその場をしのぐ有様となった。
こうして銀行の体力が奪われたことは、バブル崩壊後の日本経済を再建する上で大きな足枷となった。銀行は融資に対して過度に慎重となり、中小企業に対する貸し渋りや貸し剥がしといった現象も目立つようになった。このため不景気に加えて、資金調達が困難となったために、新規事業の立ち上げが困難になったばかりでなく、融資を受けられないことによる倒産、さらには倒産が倒産を呼ぶ連鎖倒産、失業率上昇、中高年の自殺者も急増し、深刻な社会問題となった。
しかし、小渕内閣の下で行われた大規模な公的資金の投入によって、こうした信用収縮は収束した。それでも景気悪化もあり、不良債権は増加を続け、金融庁によれば全国銀行の金融再生法開示債権残高は平成14年3月末には43.2兆円に達していた。1990年代後半の邦銀が保有する不良債権の処理のために投入された公的資金は46.8兆円となった。
銀行への資本注入のための公的資金枠は、1999年12月には70兆円にまで積み増すことが決定された。

#### 2000年代以降の銀行の不良債権問題
2001年初頭のサミット・G7において、日本は各国特にアメリカから不良債権処理の推進を強く要求された。
2002年度の、全国銀行の不良債権の処分による損失の累計額は、81兆5000億円に達した。不良債権処理にともなった銀行の損失累計額は、1992-2002年度末で94兆円となった。
不良債権比率は、1999年3月時点で6.1%であったが、2006年9月には1.5%にまで減少した。
平成21年9月期の全国銀行の金融再生法開示債権残高は12.3兆円まで収縮した。
平成26年3月期の全国銀行の金融再生法開示債権残高は10.2兆円まで収縮した。
2009年には全銀行の不良債権の純損失の総額は100兆円という規模となった。

#### アベノミクス以後
2015年3月末時点で前年度同月より全国115銀行の不良債権の残高は1兆780億円も減少して9兆1430億円となった。同じ基準で比較が可能な1999年以降で3月末時点として初めて10兆円を下回った。アベノミクスによる景気の回復によって、多くの銀行の融資先の複数の企業の経営が安定したことが寄与したことが理由であった。2015年3月末には融資などに占める不良債権比率も前年度比0.3%低下して1.6%であり、主要行は1.1%、地方銀行は2.4%だった。
2016年3月末時点で全国115銀行の不良債権の残高は、前年度同月より8%減少して8兆3800億円となった。同じ基準で比較が可能な1999年以降で3月末時点として過去最低を更新して、90年代に深刻になった金融危機で急増して2002年3月末には43兆2070億円とピークに達した不良債権が激減した。継続している景気の回復で多くの銀行で融資先の企業の経営が安定したことが寄与した。2016年3月末には融資などに占める不良債権比率も前年度比0.1%低下して1.5%であり、主要行1.0%、地方銀行は2.1%でいずれも低下して負債率の継続した減少で安定を見せている 。

#### 令和以後
平成31年3月期の全国銀行の金融再生法開示債権残高は6.7兆円まで減少したが、その後、コロナ禍において企業の業績が悪化したこともあり、令和４年３月期の全国銀行の金融再生法開示債権残高は8.9兆円まで増大している。

#### 経済への影響
日本興業銀行は、1%のデフレーションで不良債権は5.6兆円増加すると試算していた（2001年時点）。また、不良債権を1兆円処理するごとに15000人の失業者を生むという試算もあった。破綻金融機関の処理で確定した国民負担の総額は、2003年3月末までで10兆4326億円に上ったが、国民負担の事実は一般には認知されていないとされる。
経済学者の植田和男は、不良債権とその処理の遅れが借り手・貸し手の双方に悪影響を与え、貸出・投資の低下、実体経済の停滞に繋がったしている。森永卓郎は「1996年頃には、首都圏の商業地の地価はバブルが始まった1986年頃の水準に戻っている。つまり、バブルの調整は終わっている。1996年以降に発生している不良債権は、不動産価格の下落・景気低迷による経営悪化、つまりデフレの深化によるものである」と指摘している。2001年の日本興業銀行調査部によると、バブルの後始末としての不良債権処理は、1997年には終了していたとされている。

#### 不良債権処理の是非
経済学者の野口旭、田中秀臣は「不良債権が存在しない経済とは、リスク・不確実性の無い経済であるが、それは強固に統制された社会主義経済か、リスクをすべて政府が負担する『政府依存型』の経済以外にない」と指摘している。
リチャード・ヴェルナーは、正しい不良債権処理として、日銀が簿価で買い取る方法を提案していた。この方法は二つの強みがあるとしていた。まず、オンラインですぐに決済できる。そして、納税者に負担をかけない（クラウディングアウトが起きない）。モラルハザードの指摘に対しては、そもそも不良債権問題を拡大した責任は都市銀行よりむしろ日銀の政策決定者にあると説明していた。

### アメリカ
アメリカにおける不良債権（Noncurrent）とは、一般的に90日以上の延滞債権や未収利息不計上債権などをいう。
銀行監督当局が各銀行に提出させる報告書（通称Call Report）では各種財務データなどとともに期日経過後90日以上の延滞債権や未収利息不計上債権などを記載しなければならず四半期毎に開示されている。

### イギリス
イギリスの銀行監督当局である英国金融サービス機構（Financial Services Authority）の「Financial Risk Outlook 2003年版」には主要英国銀行の貸倒引当金及び不良債権の割合の図があるものの貸倒引当金及び不良債権に関する定義などの説明は付されていないなど、銀行監督当局による不良債権に関する明確な定義は定められていない。不良債権の分類は各銀行が行っており自己査定などで貸出債権の管理を行い、返済に懸念がある貸出については監査人などとの協議により貸倒引当金の引当額の決定を行っており、その結果が英国金融サービス機構に報告されている。

### ドイツ
ドイツの銀行監督当局である金融サービス監督庁（Bundesanstalt fur Finanzdienstleistungasufsicht）でも不良債権の明確な定義は定められていない。不良債権の分類と引当は各銀行と監査人が協議して決定し金融サービス監督庁に報告している。